# A nápolyi 2585 festője
A nápolyi 2585 festője az i. e. 4. század utolsó negyedében Dél-Itáliában, Paestumban, vörösalakos technikával alkotó görög vázafestő volt. Pontos születési és halálozási dátuma nem ismert, és mivel nem szignálta alkotásait, neve sem maradt ránk. Névadó vázája egy Nápolyban őrzött kratér.   
Kortársával A nápolyi 1778 festőjével együtt az i. e. 4. század utolsó negyedének egyik legjelentősebb paestumi vázafestője volt. Kezdetben meglehetősen egységes stílusban dolgoztak, később mindketten kifejlesztették egyéni stíluselemeiket. Korai munkái szoros kapcsolatba hozhatók a század közepén aktív Aszteasz (a paestumi vázafestészet legnagyobb alakja) késői vázáival is ez különösen Dionüszoszt ábrázoló rajzain feltűnő. A több edényének hátoldalán látható nőalakok viszont egyéni stílusjegyeket hordoznak, ez a fajta ábrázolás válik a festő egyik jellegzetes, vázáról vázára ismételt figurájává. Más tipikus kompozíciói: 
- himationba öltözött ülő nőalak kinyújtott jobb kézzel. Időnként csak félig felöltözve ábrázolta őket, ilyenkor a test alsó felét beborító ruhát pontozásos szegéllyel jelenítette meg
- súlyával az egyik lábára nehezedő álló, kissé oldalra dőlő ruhátlan férfialak
- fiatal, egyik felemelt lábára előrehajoló férfialak ahogy egy kisebb tárgyat nyújt át az előtte ülő nőnek. Ez utóbbi elrendezés a festő legkedveltebb témája.[3]

A legtöbb paestumi alkotótól eltérően képeit ritkábban foglalta keretbe, amikor megtette a hozzá stílusban közelálló A nápolyi 1787 festőjéhez hasonló kereteket festett de vékonyabb díszítőelemekkel és sok hozzáadott fehér színnel.
Korai munkáinak fő témái a Dionüszoszhoz köthető jelenetek, később bonyolultabb mitológiai kompozíciókat is festett. Legjobban sikerült mitológiai tárgyú képe Parisz ítéletét ábrázolja, a hozzáadott színekkel megfestett képen az alakok a megszokottnál sokkal kifejezőbbek. Két másik vázáján Danaé valamint Aphrodité születése látható. Ezeken a késői munkáin a nők fedetlen testrészeit hozzáadott fehér színnel jelenítette meg, ezt a módszert több kisebb jelentőségű vázáján női fejeknél is alkalmazta. A nápolyi 1778 festőjéhez hasonlóan úgynevezett halas-tálakat is díszített.
Követői közül figyelemre méltó a Virágos festő aki nevét egy palack hátoldalán lévő virágmotívumokról kapta és egyike volt a paestumi központ legutolsó vázafestőinek.